# Sofia Open 2019
Il Sofia Open 2019 è stato un torneo di tennis giocato sul cemento indoor nella categoria ATP Tour 250 nell'ambito dell'ATP Tour 2019. È stata la quarta edizione del Torneo di Sofia. Si è giocato all'Arena Armeec di Sofia, in Bulgaria, dal 4 al 10 febbraio 2019.

## Partecipanti

### Teste di serie
| Nazionalita | Giocatore             | Ranking* | Testa di serie |
| ----------- | --------------------- | -------- | -------------- |
| Russia      | Karen Khachanov       | 11       | 1              |
| Grecia      | Stefanos Tsitsipas    | 12       | 2              |
| Russia      | Daniil Medvedev       | 16       | 3              |
| Spagna      | Roberto Bautista Agut | 18       | 4              |
| Georgia     | Nikoloz Basilašvili   | 22       | 5              |
| Spagna      | Fernando Verdasco     | 26       | 6              |
| Francia     | Gaël Monfils          | 33       | 7              |
| Italia      | Andreas Seppi         | 37       | 8              |

* Ranking al 28 gennaio 2019.

### Altri partecipanti
I seguenti giocatori hanno ricevuto una wild card per il tabellone principale:
- Adrian Andreev
- Dimitar Kuzmanov
- Viktor Troicki

I seguenti giocatori sono entrati nel tabellone principale passando dalle qualificazioni:

- Daniel Brands
- Alexandar Lazarov
- Yannick Maden
- Stefano Travaglia

### Ritiri
Durante il torneo
- Roberto Bautista Agut

## Campioni

### Singolare
Daniil Medvedev ha sconfitto in finale  Márton Fucsovics con il punteggio di 6-4, 6-3.
- È il quarto titolo in carriera per Medvedev, primo della stagione.

### Doppio
Nikola Mektić /  Jürgen Melzer hanno sconfitto in finale  Hsieh Cheng-peng /  Christopher Rungkat con il punteggio di 6-2, 4-6, [10-2].